# Film d'auteur
À ne pas confondre avec le film d'art et essai ni avec les salles de cinéma dites « art et essai ».
Le film d'auteur est une expression utilisée pour qualifier l'ensemble des films d'un réalisateur ou un scénariste reflétant sa personnalité artistique. Ce terme cherche avant tout à lier l'œuvre d'un cinéaste à des thèmes de prédilection et marquer la cohérence d'un style novateur et singulier. Il s'agit cependant d'une notion subjective dont il n'existe pas de définition rigoureuse.
Le cinéma d'auteur est fréquemment assimilé au « cinéma d'art et essai » ou de recherche, et à des films où le réalisateur a eu une totale liberté créative pour exprimer sa vision.

## Origine
La notion de « film d'auteur » est née en France dans les années 1950 quand les critiques influencés par les théories de Louis Delluc, Alexandre Astruc et André Bazin, qui constitueront par la suite la Nouvelle Vague — notamment François Truffaut — appellent de leurs vœux un cinéma brisant l'académisme de leurs aînés qui incarnent la qualité française (par exemple Jean Delannoy et Claude Autant-Lara) et s'inspirant de cinéastes américains tels Alfred Hitchcock, Howard Hawks et John Ford. Dans un article des Cahiers du cinéma de 1955 où il évoque Ali Baba de Jacques Becker, Truffaut définit le concept théorique de « politique des auteurs » qui consiste à étudier un film comme la continuation des choix esthétiques d'un cinéaste et non comme une œuvre à part entière, imputable à une histoire ou à un genre précis. En conséquence, être auteur signifie que le réalisateur a l'entière autorité sur ses films. Il y dépasserait les contraintes techniques afin d'y définir son propre style. L'auteur est donc, selon Truffaut, celui qui imprime, dans ses travaux, des motifs originaux qui n'appartiennent qu'à lui seul. Cette conception, dominante dans le discours critique français depuis les années 1960, fait du metteur en scène l'unique créateur au détriment du scénariste ou du co-scénariste, du producteur et de l'équipe technique. Cette vision est contestée, voire rejetée depuis les années 1990, notamment par le critique franco-américain Noël Burch qui la juge trop limitée et uniquement tournée vers la forme.
En Allemagne, le cinéma d'auteur est surtout représenté par le mouvement du nouveau cinéma allemand (Rainer Werner Fassbinder, Werner Herzog, Wim Wenders, etc). Selon eux, le réalisateur doit imprimer sa vision et son style, de la même manière qu'un écrivain dans le domaine de la littérature : c'est la métaphore de la « caméra-stylo ». Le film doit donc être considéré comme l'œuvre d'un auteur plutôt que comme un simple produit de divertissement manufacturé par l'« usine à rêves » d'Hollywood. Le terme « auteur » s'emploie aujourd'hui en anglais pour désigner les réalisateurs ayant un style propre ou une vision distinctive.
Au Royaume-Uni, l'idée de cinéma d'auteur naît également dans les années 1950 avec les critiques-cinéastes de la revue Sequence, admirative de l'œuvre de Jean Vigo et Jacques Prévert et proche des « Jeunes gens en colère ». Karel Reisz, Lindsay Anderson et Tony Richardson, fondateurs du Free Cinema, appellent à la refondation d'un cinéma en rupture avec la facture conventionnelle des productions britanniques majoritaires. Les réalisations qui en sont issues se veulent plus authentiques, singulières et ancrées dans une certaine réalité sociale. Lorsque le Free cinema est lancé à partir de 1956, Reisz déclare : « Nous travaillons hors du cadre habituel de l'industrie et nous avons en commun des préoccupations sociales que nous tentons d'exprimer dans nos films ». L'auteur est donc un créateur indépendant qui se démarque par son engagement et l'acuité de son regard sur la société.
En Europe de l'Est, certains jeunes auteurs, reconnus à l'international pour leur style novateur ou la justesse de leur observation sociale, commencent à émerger dans les années 1960 avec l'apaisement temporaire de la gouvernance dans quelques États communistes et le relatif relâchement des comités de censure (Nouvelle Vague tchécoslovaque, nouveau cinéma polonais, etc.).
À la fin des années 1960, aux États-Unis, les cinéastes de la nouvelle génération se reconnaissent dans le concept d'« auteur » tel que le définit Truffaut et profitent de la crise financière au sein des grands studios pour y prendre le pouvoir et se mettre au centre de la conception et la production des films, ce dont ils avaient auparavant été privés. Les metteurs en scène du Nouvel Hollywood revendiquent alors l'autorité totale sur les œuvres cinématographiques dont ils façonnent le point de vue artistique. Ils tiennent ainsi à affirmer la cohérence de leur style.
Dans les années 1990, au Danemark, une démarche radicale de refondation du cinéma d'auteur est entreprise par les créateurs du Dogme95.

## Définition
Le genre auquel appartiendrait le cinéma d'auteur sous-entend une certaine maîtrise du cinéaste sur son film du point de vue artistique et dramaturgique. On considère en particulier qu'un film ne peut être un film d'auteur que si le réalisateur a la maîtrise du montage final (le fameux final cut). Pour plusieurs critiques, un auteur se reconnaît avant tout à son univers personnel. Sa signature est immédiate et se décèle par exemple dans le type de récit ou de personnages privilégié, le choix d'acteurs récurrents ou les options esthétiques répétées d'un film à l'autre (lumière, cadre, design sonore, raccords, mouvements de caméra, etc.). Un auteur resterait ainsi fidèle à lui-même mais peut faire prendre à son œuvre des directions nouvelles. Une vision simplifiée du cinéma d'auteur tend à considérer que le réalisateur doit aussi être le scénariste, sans quoi il ne pourrait revendiquer la paternité complète de son œuvre. Selon une autre représentation restreinte, un film d'auteur devrait impérativement être un film indépendant, expérimental ou difficile d'accès, produit hors du système des studios et des œuvres de commande. Il s'opposerait en cela aux films de genre[réf. nécessaire] qui utilisent une structure codée et sont conformes à des normes d'exploitation commerciale. Cette conception du cinéma d'auteur peut cependant paraître paradoxale, car certains cinéastes qualifiés d'auteurs ont tourné quelques films de genre, par exemple des films de science-fiction (Alphaville, de Jean-Luc Godard, Fahrenheit 451, de François Truffaut) ou des films policiers (Police, de Maurice Pialat). À noter que ces auteurs ont souvent rencontré le succès et ont été financés ou distribués par des majors à l'instar de la Gaumont pour Truffaut, Godard, Pialat et André Téchiné.

## Utilisation courante
Dans les médias et pour le grand public, le « cinéma d'auteur » est fréquemment opposé au « cinéma commercial », le premier étant considéré comme exigeant, intellectuel, élitiste et à budget réduit alors que le second est destiné au plus grand nombre ou se veut familial, divertissant et produit avec d'importants moyens. Pour certains critiques, la notion de « cinéma d'auteur » prend une valeur qualitative et devient un label. Inversement, pour certains spectateurs, le cinéma d'auteur évoque un type de film austère et ennuyeux.

## Critiques
Le terme d'« auteurisme » est parfois employé, notamment par Noël Burch, pour qualifier l'ensemble de ce qu'il juge être les dérives de films d'auteur (surtout français) : poses faussement exigeantes, poncifs et tics visuels liés à un modernisme, un hermétisme et un formalisme paresseux, dédaignant ouvertement le scénario. Dans son numéro de décembre 2012, la revue Cahiers du cinéma propose un certain nombre de mesures pour contrer les « dix tares » du cinéma d'auteur contemporain qu'elle liste et définit : culte de la maîtrise ; sérieux de pape ; acteurs interchangeables ; non lieux du montage, etc.

## Festivals apparentés
Certains festivals sont spécialisés dans les films d'auteur. Le Festival international du film francophone de Namur (le FIFF) consacre sa sélection aux films d'auteur issus de la francophonie. Le Festival international du cinéma d’auteur de Rabat cherche quant à lui à mettre en exergue les auteurs indépendants. Par ailleurs, les plus grands festivals de cinéma internationaux à l'instar de Cannes, Venise, Berlin, Locarno et Saint-Sébastien ne cachent pas leur intention de valoriser, à travers leurs sélections, le cinéma d'auteur, d'art et d'essai et de recherche.